# Víctor Coello
Víctor Arturo Coello Paz (Villanueva, 29 luglio 1974) è un ex calciatore honduregno, di ruolo portiere.